# Ana Fabrega
Ana Fabrega (Scottsdale, 1991) es una cómica estadounidense-panameña. Es conocida por su trabajo como guionista, directora y actriz en la serie de HBO Los Espookys.

## Trayectoria
Fabrega nació en 1991 en Arizona, donde creció en Scottsdale. Sus padres emigraron a Estados Unidos desde Panamá. Estudió Económicas y Empresariales en la Universidad de Fordham en Nueva York y se quedó en la ciudad después de graduarse. Después de la universidad, Fabrega trabajó en el sector financiero. Empezó a hacer humor de forma paralela, colgando vídeos en Internet y haciendo stand-up en sesiones de micrófono abierto. También ganó seguidores en la red social Twitter.
Pasó primero a trabajar a tiempo parcial, luego dejó el trabajo y empezó a dedicarse a la comedia a tiempo completo, como actriz en la serie de humor absurdo At Home with Amy Sedaris y como guionista en el programa telefónico de humor y entrevistas The Chris Gethard Show. En 2017, Fabrega fue elegida como New Face en el festival de humor Just for Laughs, y también fue incluida en la lista de los mejores cómicos emergentes que hay que seguir en 2018 de Vulture.
En 2016, había empezado a trabajar ocasionalmente con el cómico Fred Armisen tras haber solicitado trabajar en su serie Portlandia. Cuando Armisen lanzó con éxito una idea para una nueva serie de comedia en español a HBO, reclutó a Fábrega y al también cómico Julio Torres para coescribir y producir el programa Los Espookys. Además de trabajar como guionista y directora en Los Espookys, que Fábrega describe como "una serie en un país latinoamericano ficticio sin nombre sobre un grupo de amigos que hacen terror para la gente que lo necesita", interpreta al personaje de Tati. La primera temporada de Los Espookys se emitió en 2019. La serie fue renovada para una segunda temporada a finales de ese año. El rodaje se retrasó debido a la pandemia de COVID-19, pero la producción de la segunda temporada finalizó a principios de 2022.
En 2022, Fábrega interpretó a Vanessa en la película El padre de la novia dirigida por Gaz Alazraki.
Fábrega se describe a sí misma como «socialista democrática queer y vegana».

## Filmografía

### Televisión
| Año       | Título                          | Papel              | Notas                                                         |
| --------- | ------------------------------- | ------------------ | ------------------------------------------------------------- |
| 2016      | The Jim Gaffigan Show           | Amanda             | 1 episodio                                                    |
| 2017      | Portlandia                      | Cantante principal | 1 episodio                                                    |
| 2015-2017 | The Special Without Brett Davis | Varios             | Guionista, apareció en 22 episodios.                          |
| 2017-2018 | The Chris Gethard Show          | Varios             | Guionista, apareció en 2 episodios.                           |
| 2019      | High Maintenance                | Corinne T.         | 1 episodio                                                    |
| 2019-2022 | Los Espookys                    | Tati               | Autora, guionista, actriz, productora ejecutiva, 12 episodios |
| 2017-2020 | At Home with Amy Sedaris        | Esther             | 11 episodios                                                  |

### Cine
| Año  | Título               | Papel   | Notas |
| ---- | -------------------- | ------- | ----- |
| 2022 | El padre de la novia | Vanessa |       |